# Aviñante de la Peña

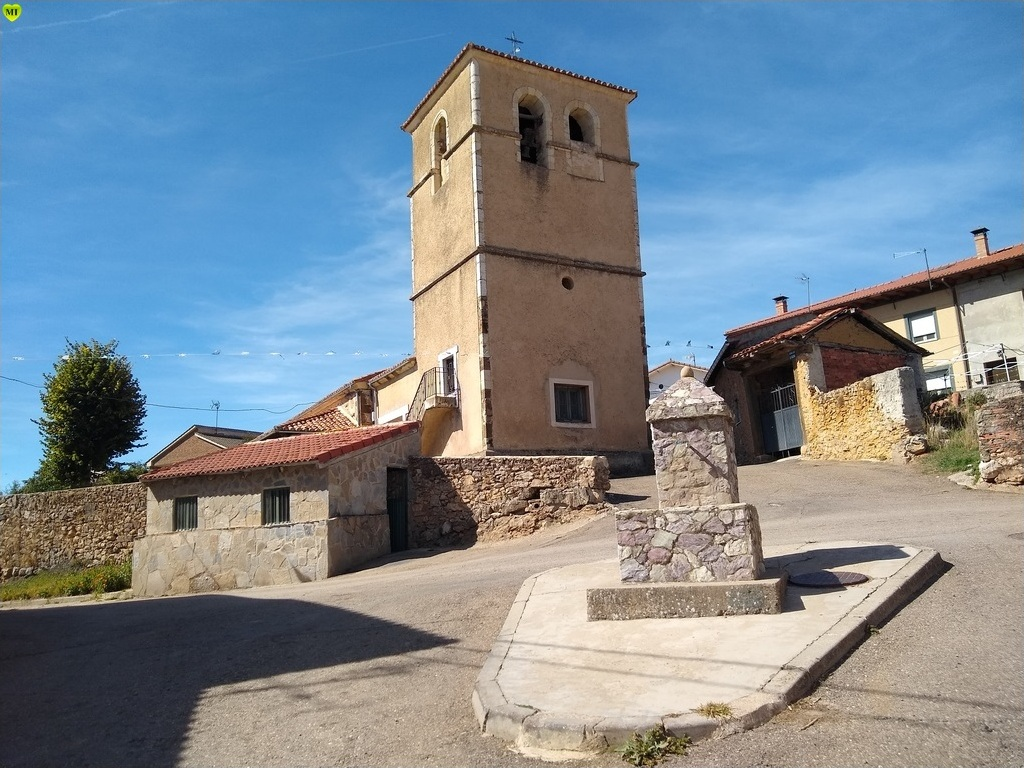
Iglesia de Santa Magdalena

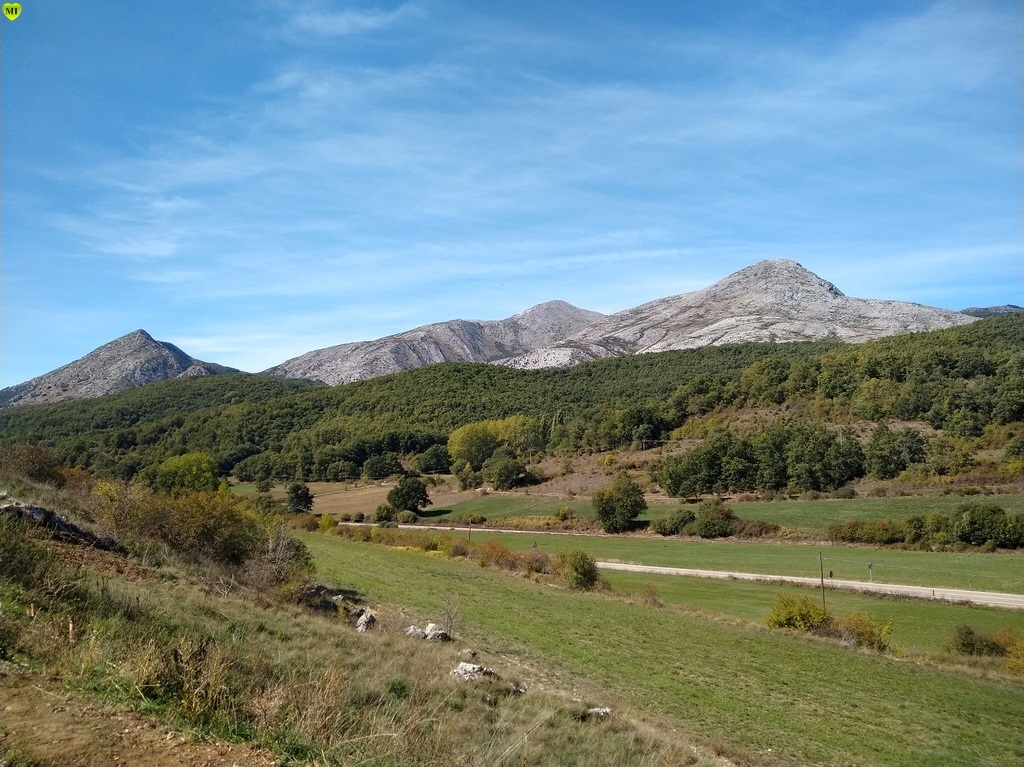
Vista de las montañas desde el pueblo

Aviñante de la Peña es una localidad española de la provincia de Palencia (comunidad autónoma de Castilla y León). Pertenece al municipio de Santibáñez de la Peña.

## Geografía
En la comarca de la Montaña Palentina, 1160 m s. n. m. de altitud, en la carretera autonómica CL-626 al sur de la denominada Sierra del Brezo y al este de la capital del municipio. Ferrocarril de La Robla.

## Demografía
Evolución de la población en el siglo XXI
| Gráfica de evolución demográfica de Aviñante de la Peña entre 2000 y 2020 |
|                                                                           |
| Población de derecho (2000-2020) según el padrón municipal del INE        |

## Situación administrativa
En las Elecciones municipales de España de 2007 no se presentó ninguna candidatura, posteriormente la Junta Electoral de Zona de Cervera convoca la segunda vuelta, siendo elegido como alcalde pedáneo José Ángel Heras Aparicio (PP), con 36 votos de los 40 emitidos y una participación del 70,18%.

## Historia
A la caída del Antiguo Régimen la localidad se constituye en municipio constitucional que en el censo de 1842 contaba con 12 hogares y 62 vecinos, para posteriormente integrarse en Población de Arroyo .

### sigloXIX
Así se describe a Aviñante de la Peña en la página 188 del tomo III del Diccionario geográfico-estadístico-histórico de España y sus posesiones de Ultramar, obra impulsada por Pascual Madoz a mediados del siglo XIX:

AVIÑANTE DE LA PEÑA

Lugar con ayuntamiento en la provincia de Palencia (17 leguas), administración de rentas y partido judicial de Cervera del Río Pisuerga (3), audiencia territorial y capitanía general de Valladolid (24), diócesis de León (14).
Situado al S de una cuesta y margen derecha del río Valdavia, batido de los vientos del E y O, con clima sano, pero bajo el cual se experimentan fiebres catarrales.
Tiene 38 casas, 1 escuela de primeras letras común para los niños de ambos sexos, y dotada con 400 reales anuales de fondos de propios, y 200 más que pagan los padres de los alumnos; y 1 parroquia (Santa María Magdalena); el curato es de entrada y de libre presentación.
Confina el término por N con el de Villafría (1/4 de legua); E Villalbeto y Pino (1/2); S Tarilonte y Villaverde (1/2); y O Santibáñez (1/4); en él se encuentran muchos manantiales de buenas aguas; pero en nada les ceden las del río.
El terreno es de buena calidad; los caminos para Cervera y Guardo medianos; el correo lo recibe 3 veces a la semana de las estafetas de Cervera y Carrión de los Condes.
Producciones: trigo, cebada, avena, lino, garbanzos, titos, lentejas, berza, cebollas y patatas; cría ganado vacuno, lanar y yeguar; caza en abundancia de liebres y perdices; pesca de truchas asalmonadas y cangrejos.
Población: 18 vecinos, 94 almas. 

Capital productivo: 44.800 reales. Imponible: 1.800.

## Fiestas y costumbres
Los aviñantinos celebran :
- El 22 de julio la Magdalena.
- El 21 de septiembre la Romería de la virgen del Brezo.